# Rita Hunter
Rita Hunter, född 15 augusti 1933 i Wallasey i Merseyside, död 29 april 2001 i Sydney i Australien, var en brittisk operasångerska, dramatisk sopran. Utbildad hos Eva Turner. Hunter emigrerade till Australien 1981.
Till hennes främsta roller hörde Wagners Brünnhilde, Puccinis Turandot, Leonora i Verdis Trubaduren, titelrollen i Bellinis Norma samt titelrollen i Richard Strauss Elektra. Hennes hemmascen var länge English National Opera på Coliseum i London, där hon bl.a. medverkade i en hel nyuppsättning av Wagners Der Ring des Nibelungen, vilken sjöngs i engelsk översättning och spelades in live på skiva. Hon har även flera gånger framträtt på Metropolitan Opera House, New York. Rita Hunter har av drottning Elizabeth II utnämnts till Commander, Order of the British Empire, CBE.

## Diskografi (Urval)
- Brünnhilde i Richard Wagners Der Ring des Nibelungen. Cond. R. Goodall. Chandos (Opera in English). (16 CD).
- Brünnhilde in Götterdämmerung, highlights. Cond. Sir Charles Mackerras. EMI/Classics for pleasure. Även utgiven av CHANDOS.
- Lady Macbeth i Verdis Macbeth. Opera Rara. (2 CD). (Verdi originals). LIBRIS-ID:11474623.
- Eglantine i von Webers Euyranthe, cond. M. Janowski. EMI (3 CD).
- Humperdinck, Hansel and Gretel. Sadlers Wells Opera. EMI/Classics for pleasure. (2 CD).
- Rita Hunter, Ritorna Vincitor. Tasmanian Symphony Orchestra. Cond., D. Franks. ABC Records.
- Rita Hunter in concert. V. Morris, piano. Tall Poppies TP021.
- Rita Hunter på youtube:  http://www.youtube.com